# Юрино (Судоверфское сельское поселение)
В Рыбинском районе есть ещё одна деревня Юрино, в Глебовском сельском поселении.
Юрино — деревня в Макаровском сельском округе Судоверфского сельского поселения Рыбинского района Ярославской области.
Деревня расположена с северной стороны железной дороги Рыбинск—Сонково к между станцией Просвет и разъездом Юринский, названным по деревне. К юго-западу, с другой стороны от железной дороги расположены слившиеся деревни Харитоново и Архарово. Просёлочная дорога от Юрино ведет на юго-запад к станции Просвет, а там на север к автомобильной дороге Рыбинск—Глебово, которая проходит севернее железной дороги. В окрестностях деревни — многочисленные садовые товарищества.
Село Юрино указано на плане Генерального межевания Рыбинского уезда 1792 года.
На 1 января 2007 года в деревне числилось 4 постоянных жителя. Почтовое отделением в Харитоново обслуживает в деревне Юрино 29 домов. Улицы не именуются.